# نابليون هاريس
نابليون هاريس (بالإنجليزية: Napoleon Harris) (و. 1979 – م) هو سياسي من الولايات المتحدة الأمريكية ولد في شيكاغو.

## التعليم
تعلم في جامعة نورث وسترن في.